# Pawieł Parszyn
Pawieł Parszyn (ros. Павел Паршин; ur. 2 stycznia 1994) – rosyjski lekkoatleta specjalizujący się w chodzie sportowym.
W 2010 po zajęciu drugiego miejsca w eliminacjach kontynentalnych wystąpił w igrzyskach olimpijskich młodzieży zajmując w tej imprezie trzecią lokatę. Złoty medalista mistrzostw świata juniorów młodszych z 2011 oraz mistrzostw Europy juniorów z 2013. W 2015 sięgnął po brąz młodzieżowych mistrzostw Europy. Reprezentant kraju w pucharze Europy w chodzie.
Rekordy życiowe: chód na 10 kilometrów – 40:59 (19 lutego 2012, Soczi); chód na 20 kilometrów – 1:21:55 (22 marca 2014, Soczi). 

## Osiągnięcia
| Rok  | Impreza                                                    | Miejsce              | Konkurencja              | Pozycja     | Wynik    |
| ---- | ---------------------------------------------------------- | -------------------- | ------------------------ | ----------- | -------- |
| 2010 | Kwalifikacje europejskie do igrzysk olimpijskich młodzieży | Moskwa               | chód na 10 000 m         | 2. miejsce  | 42:24,27 |
| 2010 | Igrzyska olimpijskie młodzieży                             | Singapur             | chód na 10 000 m         | 3. miejsce  | 44:18,07 |
| 2011 | Puchar Europy w chodzie sportowym                          | Olhão da Restauração | chód na 10 km (juniorzy) | 5. miejsce  | 42:16    |
| 2011 | Mistrzostwa świata juniorów młodszych                      | Lille Metropole      | chód na 10 000 m         | 1. miejsce  | 40:51,31 |
| 2012 | Mistrzostwa świata juniorów                                | Barcelona            | chód na 10 000 m         | 11. miejsce | 42:10,25 |
| 2013 | Puchar Europy w chodzie sportowym                          | Dudince              | chód na 10 km (juniorzy) | 1. miejsce  | 41:14    |
| 2013 | Mistrzostwa Europy juniorów                                | Rieti                | chód na 10 000 m         | 1. miejsce  | 41:01,55 |
| 2014 | Puchar świata w chodzie sportowym                          | Taicang              | chód na 20 km            | 44. miejsce | 1:22:59  |
| 2015 | Młodzieżowe mistrzostwa Europy                             | Tallinn              | chód na 20 km            | 3. miejsce  | 1:25:26  |